# 盧森堡 (歐洲議會選區)
盧森堡選舉區是歐洲議會選舉的一個選區，選區涵蓋盧森堡全國。共選出6名議員，是所有歐洲議會「全國選區」中最少的。

## 歷屆議員
關於歐洲政黨的說明：基督教社會人民黨（CSV）是中右翼的歐洲人民黨的成員，盧森堡社會主義工人黨是中左翼的歐洲社會主義者的黨（與S＆D一起就座），而民主黨（DP）是中間派歐洲自由民主黨和改革黨（位於ALDE的成員）。